# 435 v.Chr.
Het jaar 435 v.Chr. is een jaartal volgens de christelijke jaartelling.

## Gebeurtenissen

### Griekenland
- In de Illyrische stad Epidamnus (Durrës in Albanië) woedt een geschil tussen een democratische en een oligarchische factie. De Illyrische Toulanti trachten de Griekse overheersing die al sinds 627 v.Chr. duurt af te schudden.[1]
- Corcyra komt in conflict met de moederstad Korinthe over de Griekse handelskolonie Epidamnus.
- Phidias voltooit het beeld van Zeus te Olympia, een van de Zeven wereldwonderen.

### Italië
- Rome heeft wederom een geschil met zijn Etruskische buurstad Veii.

## Geboren
- Aristippos van Cyrene (~435 v.Chr. - ~355 v.Chr.), Grieks filosoof
- Euagoras I (~435 v.Chr. - ~374 v.Chr.), koning van Salamis op Cyprus

## Overleden
- Zeno van Elea (~492 v.Chr. - ~435 v.Chr.), Grieks filosoof (57)